# Taça Tupi 2018
La Taça Tupi 2018 è la quindicesima edizione della seconda divisione del campionato brasiliano di rugby a 15, si svolgerà dal 21 luglio al 25 settembre 2018. In un primo momento avrebbero dovuto partecipare 16 squadre, ma solo 8 aderirono al torneo.

## Squadre partecipanti

### Gruppo A
| Squadra       | Città      | Stato        |
| ------------- | ---------- | ------------ |
| Inconfidentes | Ouro Preto | Minas Gerais |
| Rio Branco    | San Paolo  | San Paolo    |
| Tornados      | Indaiatuba | San Paolo    |
| Uberlândia    | Uberlândia | Minas Gerais |

### Gruppo B
| Squadra       | Città         | Stato             |
| ------------- | ------------- | ----------------- |
| Chapecó Rugby | Chapecó       | Santa Catarina    |
| Joaca Rugby   | Florianópolis | Santa Catarina    |
| Lobo Bravo    | Guarapuava    | Paraná            |
| Serra Gaúcha  | Caxias do Sul | Rio Grande do Sul |

## Fase a gironi

### Gruppo A
|           | 1ª giornata                |         |
| --------- | -------------------------- | ------- |
| 21/7/2018 | Uberlândia - Inconfidentes | 23 - 11 |
| 21/7/2018 | Rio Branco - Tornados      | 10 - 41 |

|           | 4ª giornata              |         |
| --------- | ------------------------ | ------- |
| 18/8/2018 | Tornados - Inconfidentes | 95 - 5  |
| 18/8/2018 | Uberlândia - Rio Branco  | 50 - 14 |

|           | 2ª giornata                |        |
| --------- | -------------------------- | ------ |
| 28/7/2018 | Inconfidentes - Rio Branco | 7 - 57 |
| 28/7/2018 | Tornados - Uberlândia      | 47 - 7 |

|           | 5ª giornata                |         |
| --------- | -------------------------- | ------- |
| 25/8/2018 | Uberlândia - Tornados      | 6 - 63  |
| 25/8/2018 | Rio Branco - Inconfidentes | 29 - 18 |

|          | 3ª giornata             |         |
| -------- | ----------------------- | ------- |
| 4/8/2018 | Inconfidentes -Tornados | 10 - 89 |
| 4/8/2018 | Rio Branco - Uberlândia | 50 - 14 |

|          | 6ª giornata                |         |
| -------- | -------------------------- | ------- |
| 1/9/2018 | Tornados -Rio Branco       | 15 - 28 |
| 1/9/2018 | Inconfidentes - Uberlândia | 8 - 22  |

Classifica
|  |    | Squadra       | G | V | N | P | PF  | PS  | P±   | B | Pt |
|  | -- | ------------- | - | - | - | - | --- | --- | ---- | - | -- |
|  | 1. | Tornados      | 6 | 5 | 0 | 1 | 350 | 66  | 284  | 5 | 25 |
|  | 2. | Rio Branco    | 6 | 5 | 0 | 1 | 200 | 99  | 101  | 5 | 25 |
|  | 3. | Uberlândia    | 6 | 2 | 0 | 4 | 84  | 205 | −121 | 0 | 8  |
|  | 4. | Inconfidentes | 6 | 0 | 0 | 6 | 51  | 315 | −264 | 0 | 0  |

### Gruppo B
|           | 1ª giornata            |         |
| --------- | ---------------------- | ------- |
| 21/7/2018 | Joaca - Lobo Bravo     | 24 - 3  |
| 21/7/2018 | Chapecó - Serra Gaúcha | 22 - 31 |

|           | 4ª giornata               |         |
| --------- | ------------------------- | ------- |
| 18/8/2018 | Serra Gaúcha - Lobo Bravo | 51 - 22 |
| 18/8/2018 | Joaca - Chapecó           | 30 - 5  |

|           | 2ª giornata          |         |
| --------- | -------------------- | ------- |
| 28/7/2018 | Lobo Bravo - Chapecó | 14 -20  |
| 28/7/2018 | Serra Gaúcha - Joaca | 62 - 32 |

|           | 5ª giornata          |         |
| --------- | -------------------- | ------- |
| 25/8/2018 | Joaca - Serra Gaúcha | 22 - 31 |
| 25/8/2018 | Chapecó - Lobo Bravo | 45 - 21 |

|           | 3ª giornata              |         |
| --------- | ------------------------ | ------- |
| 11/8/2018 | Lobo Bravo -Serra Gaúcha | 14 - 62 |
| 11/8/2018 | Chapecó - Joaca          | 3 - 40  |

|          | 6ª giornata           |         |
| -------- | --------------------- | ------- |
| 8/9/2018 | Serra Gaúcha -Chapecó | 58 - 24 |
| 7/9/2018 | Lobo Bravo - Joaca    | 19 - 40 |

Classifica
|  |    | Squadra      | G | V | N | P | PF  | PS  | P±   | B | Pt |
|  | -- | ------------ | - | - | - | - | --- | --- | ---- | - | -- |
|  | 1. | Serra Gaúcha | 6 | 6 | 0 | 0 | 295 | 140 | 155  | 6 | 30 |
|  | 2. | Joaca Rugby  | 6 | 4 | 0 | 2 | 123 | 65  | 58   | 3 | 19 |
|  | 3. | Chapecó      | 6 | 2 | 0 | 4 | 119 | 194 | −75  | 4 | 12 |
|  | 4. | Lobo Bravo   | 6 | 0 | 0 | 6 | 93  | 242 | −149 | 1 | 1  |

## Semifinali
| Caxias do Sul 15 settembre 2018 | Serra Gaúcha | 43 – 7 | Rio Branco | Campo Municipal Antônio Barroso Filho |

| Indaiatuba 15 settembre 2018 | Tornados | 30 – 19 | Joaca Rugby | Campo Municipal |

## Finale
| Caxias do Sul 22 settembre 2018 | Serra Gaúcha | 27 – 28 | Tornados | Campo Municipal Antônio Barroso Filho |

- Tornados di Indaiatuba campione della Taça Tupi 2018 e promossa al Super 16 2019.
- Serra Gaúcha allo spareggio per l'ammissione al Super 16 2019.